# Küllüce, Mutki
Küllüce là một xã thuộc huyện Mutki, tỉnh Bitlis, Thổ Nhĩ Kỳ. Dân số thời điểm năm 2011 là 806 người.